# Escalante City
Pour les articles homonymes, voir Escalante.
Escalante City est une ville de la province du Negros occidental aux Philippines.
Sa population était de 93 725 habitants en 2010.